# Striarca
Striarca is een geslacht van tweekleppigen uit de familie van de Noetiidae.

## Soorten
- Striarca centenaria (Say, 1824)
- Striarca erythraea (Issel, 1869)
- Striarca lactea (Linnaeus, 1758)
- Striarca navicella (Reeve, 1844)
- Striarca pisolina (Lamarck, 1819)
- Striarca symmetrica (Reeve, 1844)
- Striarca zebuensis (Reeve, 1844)